# العلاقات الفلبينية الروسية
العلاقات الفلبينية الروسية هي العلاقات الثنائية التي تربط روسيا بالفلبين. لدى البلدين عضوية كاملة في منتدى التعاون الاقتصادي لدول آسيا والمحيط الهادئ (آبيك).
لدى روسيا سفارة في مانيلا، ولدى الفلبين سفارة في موسكو وقنصليتين فخريتين في سانت بطرسبرغ، وفلاديفوستوك.

## تاريخ

### التاريخ المبكر

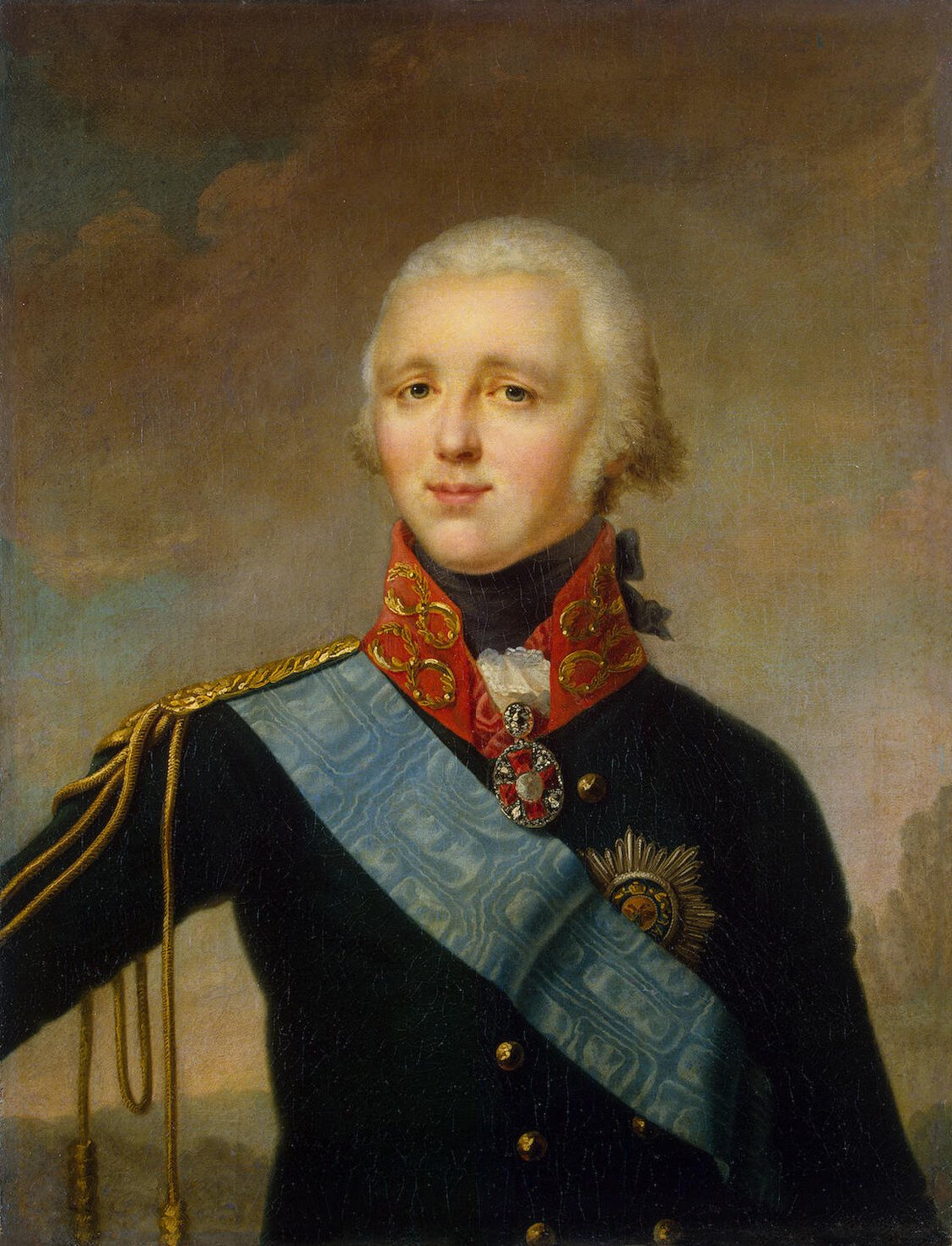
أُرسلت، في عهد الإمبراطور الروسي، ألكسندر الأول، أول بعثة دبلوماسية روسية إلى جنوب شرق آسيا، وتحديدًا إلى مانيلا.

كانت روسيا مهتمة بتطوير العلاقات مع دول جنوب شرق آسيا منذ القرن التاسع عشر، ونبع اهتمام الإمبراطورية الروسية في إقامة علاقات مع هذه الدول من حاجتها لضمان أمن الإمدادات الغذائية والمواد الخام في الشرق الأقصى الروسي، إذ يعد نقل البضائع من الأجزاء الواقعة في أقصى شرق روسيا إلى المناطق الأوروبية من البلاد أمر في غاية الصعوبة.
اقترح حاكم سيبيريا، فيدور سيميونوف، إستراتيجية «استكشاف الشرق الأقصى عبر الهند والفلبين لإقامة علاقات تجارية» على بيتر الأكبر، في عام 1722.
في عام 1813، دعم القيصر الروسي، ألكسندر بفالوفيتش (ألكسندر الأول)، خطة وضعها بيتر دوبيل حول التجارة والتنمية مع دول جنوب شرق آسيا. كان دوبيل رجل أعمال أمريكي من أصل أيرلندي عاش في جنوب شرق آسيا، وكان أول من بدأ العمل على تعزيز العلاقات مع المناطق الواقعة في أقصى الشرق الروسي، ولاسيما منطقة شبه جزيرة كامشاتكا. في عام 1817، قررت روسيا أخيرًا تأسيس أول بعثة دبلوماسية لها في جنوب شرق آسيا، وذلك عبر تأسيس قنصلية عامة في مدينة مانيلا، عاصمة الفلبين. أصبح بيتر دوبيل بعدها مواطنًا مجنسًا، واتخذ اسم بيتر فازيليفيتش، وعُين في منصب القنصل العام الروسي في الفلبين.
لم يكن تأسيس أول بعثة دبلوماسية روسية رسمية بالأمر الهين، لأن الحكومة الاستعمارية الإسبانية رفضت الاعتراف بالبعثة الروسية في مانيلا. مع ذلك، تمكن الطرفان من التوصل إلى حل وسط، يُسمح من خلاله لبيتر فازيليفيتش دوبيل بالبقاء في مانيلا، والعمل فيها بصفته ممثلًا غير رسمي لروسيا في الفلبين.
بدأت القنصلية الروسية العامة في الفلبين عملها في نهاية القرن التاسع عشر، لكنها لم تكن تدر من قبل الروس، وإنما من قبل التجار الفرنسيين المعروفين باسم «القناصل الأحرار». بقيت العمليات القنصلية بين البلدين على هذا الوضع حتى عام 1917.

### حقبة الحرب الباردة
تحولت الإمبراطورية الروسية إلى الاتحاد السوفيتي بعد الثورة البلشفية عام 1917، واستمرت الاتصالات بين روسيا السوفيتية والفلبين من خلال منظمة الشيوعية الدولية (الكومنترن)، وأممية النقابات الحمراء، والحزب الشيوعي الأمريكي (إذ كانت الفلبين في تلك الفترة مستعمرة تابعة للولايات المتحدة الأمريكية). تراجعت العلاقات بين الفلبين والاتحاد السوفيتي مع مرور الوقت بسبب السياسة التقييدية التي اتبعتها الإدارة الاستعمارية الأمريكية ضد جميع أشكال الشيوعية في الفلبين.
أُعيدت العلاقات الدبلوماسية بين الفلبين والاتحاد السوفيتي إلى سابق عهدها من خلال تضافر جهود أليخاندرو ميلكور جونيور، السكرتير التنفيذي للرئيس الفلبيني، فرديناند ماركوس، ومعاونه الشخصي، الرائد خوسيه ت. ألمونتي، وبمساعدة البروفيسور أجيت يسنغ راي من معهد الدراسات الآسيوية في جامعة الفلبين.
تمكن الوزير ميلكور والرائد ألمونتي، وبدعم من البروفيسور راي، من تمهيد الطريق أمام أنديرا غاندي للموافقة على إجراء حوار مع موسكو. في ذلك الوقت، كانت الولايات المتحدة تعتبر الفلبين أقوى حليف لها في جنوب شرق آسيا، وشريكًا يُمكن الاعتماد عليه في الحرب الباردة. على الجانب الآخر، كانت إدارة ماركوس تتوقع خسارة الولايات المتحدة الأمريكية في حرب فيتنام، ورأت حاجة في إقامة علاقات مع «العدو».
زار ألمونتي نيودلهي في عام 1975، والتقى السفير السوفيتي هناك. قام ميلكور بعدها بزيارة إلى موسكو برفقة ألمونتي، واستُقبلوا في الكرملين بصفتهم ضيوف دولة. أدت هذه الزيارة إلى إقامة علاقات رسمية بين الفلبين واتحاد الجمهوريات الاشتراكية السوفيتية في عام 1976.
في عام 1980، التقى الرئيس فرديناند ماركوس، وزوجته إيميلدا ماركوس، بفاسيلي كونتسوف، القائم بأعمال رئيس مجلس السوفييت الأعلى آنذاك، يوري أندروبوف، خلال مؤتمر تشاوري في موسكو.
بعد تفكك الاتحاد السوفيتي بشكل رسمي في 26 سبتمبر 1991، اعترفت الفلبين رسميًا بالاتحاد الروسي، خلف الدولة السوفيتية، في 28 من الشهر نفسه.

### إدارة دوتيرتي
خلال فترة رئاسة الرئيس الفلبيني رودريغو دوتيرتي، تطورت العلاقات الروسية الفلبينية بشكل كبير. وقال السفير الروسي في الفلبين، إيغور خوفاييف عن تطور العلاقات بين موسكو ومانيلا «أبرمت روسيا والفلبين خلال العامين الماضيين عددًا من اتفاقيات التعاون الثنائي في مختلف المجالات، أكبر من مجموع تلك التي وُقعت خلال الأربعين عامًا الماضية».

## العلاقات الثنائية

### العلاقات الاقتصادية

#### الهجرة الفبينية إلى روسيا

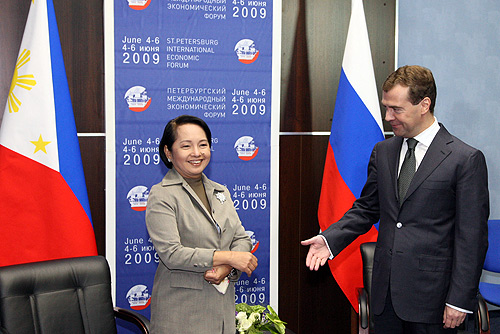
رئيسة الفلبين السابقة، غلوريا ماكاباغال أرويو، مع الرئيس الروسي السابق دميتري ميدفيدف في مدينة سانت بطرسبرغ الروسية أثناء حضورهما المنتدى الاقتصادي الدولي لعام 2009.

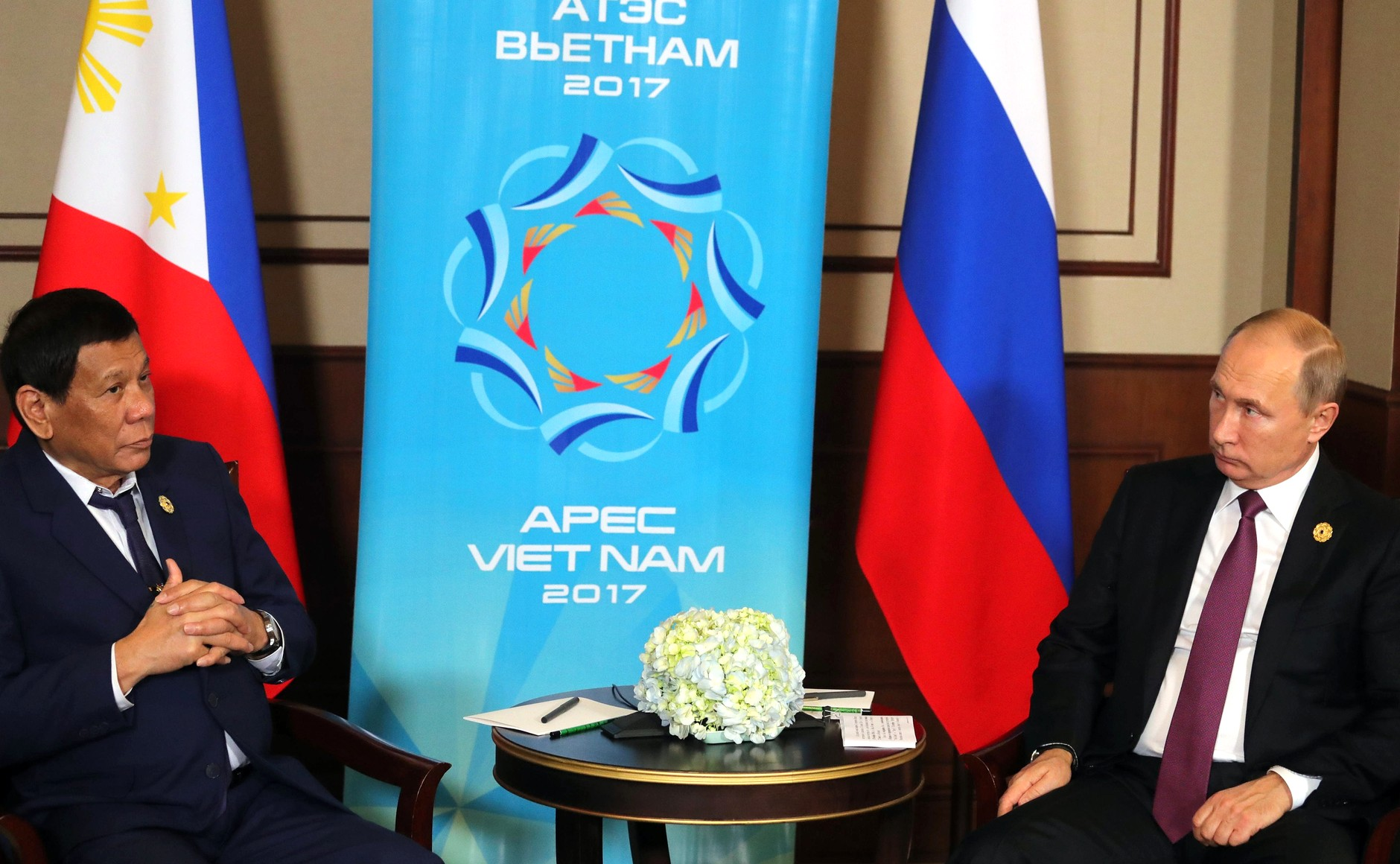
الرئيس الفلبيني، رودريغو دوتيرتي، يلتقي الرئيس الروسي، فلاديمير بوتين، على هامش منتدى التعاون الاقتصادي لدول آسيا والمحيط الهادئ (آبيك) في مدينة دا نانغ الفيتنامية في 10 نوفمبر 2017.

بدأ الفلبينيون، المهاجرون لأسباب اقتصادية، بالتدفق إلى روسيا في أوائل العقد الأول من القرن الحادي والعشرين. في عام 2004، وصل عدد الفلبينيين المقيمين في روسيا إلى 2010، وارتفع هذا العدد في عام 2013، ليصل إلى 4335 وفقًا لإحصائيات لجنة شؤون الفلبينيين في الخارج، ومن الممكن لهذا العدد أن يرتفع إلى 8000 تقريبًا مع أخذ المهاجرين غير الشرعيين بعين الاعتبار. يسكن 93% من الفلبينيين، المقيمين في روسيا، في العاصمة موسكو. العديد من العمال الفلبينيين في روسيا حاصلون على تدريب مهني جيد، لكن السواد الأعظم منهم يعمل في قطاع الخدمات المنزلية، كالتنظيف والطهي وقيادة السيارات وتربية الأطفال.
حددت وزارة الشؤون الخارجية في الفلبين «عدد الفلبينيين الذين يعيشون ويعملون في روسيا حتى شهر يونيو 2017 بحوالي 6000 شخص».
نظرًا للزيادة الحادة في عدد المواطنين الفلبينيين المطلوبين للعمل في جميع أنحاء روسيا، رأت الحكومة الفلبينية في فرض متطلبات جديدة على التوظيف المباشر لخادمات المنازل والمربيات الفلبينيات في روسيا ضرورة ملحة لتأمين سلامتهم، وسعت لتحقيق ذلك من خلال توظيف الموظفين الأكفاء عند الأسر المؤهلة فقط.

#### شراء المركبات من روسيا
انطلقت مؤخرًا بين البلدين محادثات تهدف للسماح لشركة كاماز الروسية بتصدير شاحناتها إلى الفلبين من خلال شركة لايف تراك الدولية محدودة المسؤولية. من المتوقع أن تفضي مذكرة التفاهم الموقعة بين البلدين إلى توريد ما لا يقل عن 1000 شاحنة قبل نهاية عام 2020. «مبدأيًا، يتفاوض الطرفان على توريد شاحنات قلابة، وشاحنات قطر طويلة، وشاحنات ذات منصة إلى الفلبين»، «وسيتفق الطرفان أيضًا على وضع جدول زمني معين لتنفيذ المشروع، وعلى طرز شاحنات كاماز المصدرة للسوق الفلبيني، وعلى المشاريع المقبلة». و«ستعمل شركة لايف تراك بدورها على الترويج للشاحنات الروسية في الفلبين. وتنص الاتفاقية أيضًا على إنشاء وتطوير شبكة بيع ومراكز خدمة لشركة كاماز في جميع أنحاء الفلبين». أُدرجت شركة لايف تراك الفلبينية ضمن موقع شركة كاماز الروسية على الإنترنت بصفتها التاجر ووكيل التوزيع ومركز الخدمة الوحيد لشاحنات الشركة في الفلبين. في حال ازدهرت أعمال شركة كاماز في الفلبين، في ضوء تطبيق المشروع الوطني واسع النطاق الذي أطلقه الرئيس الفلبيني رودريغو دوتيرتي تحت عنوان شيد، شيد، شيد!، من المرجح أن تتشجع شركات السيارات الروسية الأخرى على الدخول للسوق الفلبينية.

## مقارنة بين البلدين
هذه مقارنة عامة ومرجعية للدولتين:
| وجه المقارنة                                              | الفلبين                       | روسيا                                   |
| --------------------------------------------------------- | ----------------------------- | --------------------------------------- |
| المساحة (كم2)                                             | 343.45 ألف                    | 17.08 مليون                             |
| عدد السكان (نسمة)                                         | 104.92 مليون                  | 146.80 مليون                            |
| الكثافة السكانية (ن./كم²)                                 | 305.49                        | 8.59                                    |
| العاصمة                                                   | مانيلا                        | موسكو                                   |
| اللغة الرسمية                                             | اللغة الفلبينية، لغة إنجليزية | اللغة الروسية                           |
| العملة                                                    | بيسو فلبيني                   | روبل روسي                               |
| الناتج المحلي الإجمالي (بليون دولار)                      | 313.60 مليار                  | 1.58 تريليون                            |
| الناتج المحلي الإجمالي (تعادل القوة الشرائية) بليون دولار | 743.90 مليار                  | 3.69 تريليون                            |
| الناتج المحلي الإجمالي الاسمي للفرد دولار أمريكي          | 2.90 ألف                      | 9.09 ألف                                |
| الناتج المحلي الإجمالي للفرد دولار أمريكي                 | 7.39 ألف                      |                                         |
| مؤشر التنمية البشرية                                      | 0.668                         | 0.798                                   |
| رمز المكالمات الدولي                                      | +63                           | +7                                      |
| رمز الإنترنت                                              | .ph                           | .ru، .рф، .рус ‏، .su                    |
| المنطقة الزمنية                                           | توقيت الفلبين                 | Magadan Time ‏، ت ع م+02:00، ت ع م+12:00 |

## مدن متوأمة
في ما يلي قائمة باتفاقيات التوأمة بين مدن فلبينية وروسية:
- ترتبط ماكاتي مع فلاديفوستوك باتفاقية توأمة.
- ترتبط مانيلا مع موسكو باتفاقية توأمة منذ 1966.[21][21][21]
- ترتبط لاس بيناس مع سوتشي باتفاقية توأمة.

## منظمات دولية مشتركة
يشترك البلدان في عضوية مجموعة من المنظمات الدولية، منها:
| علم المنظمة | اسم المنظمة                                      | تاريخ انضمام الفلبين | تاريخ انضمام روسيا |
| ----------- | ------------------------------------------------ | -------------------- | ------------------ |
|             | مؤسسة التنمية الدولية                            | 28 أكتوبر 1960       | 16 يونيو 1992      |
|             | المنظمة الهيدروغرافية الدولية                    | ?                    | ?                  |
|             | مؤسسة التمويل الدولية                            | 12 أغسطس 1957        | 12 أبريل 1993      |
|             | منتدى التعاون الاقتصادي لدول آسيا والمحيط الهادئ | 6 نوفمبر 1989        | 1 نوفمبر 1998      |
|             | منظمة حظر الأسلحة الكيميائية                     | ?                    | ?                  |
|             | الأمم المتحدة                                    | 24 أكتوبر 1945       | 24 أكتوبر 1945     |
|             | يونسكو                                           | 21 نوفمبر 1946       | 21 أبريل 1954      |
|             | الاتحاد الدولي للاتصالات                         | 25 مايو 1912         | 1866               |
|             | منظمة الشرطة الجنائية الدولية                    | ?                    | 27 سبتمبر 1990     |
|             | البنك الدولي للإنشاء والتعمير                    | 27 ديسمبر 1945       | 16 يونيو 1992      |
|             | الاتحاد البريدي العالمي                          | ?                    | ?                  |
|             | وكالة ضمان الاستثمار متعدد الأطراف               | 8 فبراير 1994        | 29 ديسمبر 1992     |
|             | منظمة التجارة العالمية                           | 1995                 | 22 أغسطس 2012      |
|             | الفريق المعني برصد الأرض                         | ?                    | ?                  |
|             | منتدى آسيان الإقليمي ‏                            | ?                    | ?                  |

## وصلات خارجية
- موقع وزارة الخارجية الفلبينية
- موقع وزارة الخارجية الروسية